# Etienne-Louis Arthur Fallot

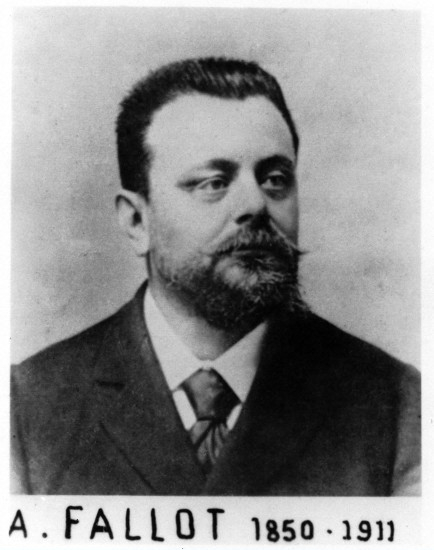
Arthur Fallot

Étienne-Louis Arthur Fallot (ur. 29 września 1850 w Sète, zm. 30 kwietnia 1911) – francuski lekarz.
Uczęszczał do szkoły medycznej w Montpellier od 1867. Po ukończeniu studiów pracował w Marsylii, i wtedy napisał dysertację doktorską poświęconą odmie opłucnej. W 1888 został profesorem higieny i medycyny sądowej w Marsylii.
W 1888 opisał szczegółowo wadę serca, znaną dziś jako tetralogia Fallota.